# Jiří Mayer (lékař)
Jiří Mayer (* 5. září 1960 Brno) je český lékař, hematoonkolog a onkolog, v letech 2010–2025 přednosta Interní hematologické a onkologické kliniky Fakultní nemocnici Brno. Je profesorem vnitřního lékařství. V letech 2010–2018 byl děkanem Lékařské fakulty Masarykovy univerzity.

## Profesní kariéra
Po promoci v roce 1985 nastoupil na II. interní kliniku nynější Fakultní nemocnice u sv. Anny v Brně. V roce 1989 po otevření nemocnice v Bohunicích přešel do týmu Jiřího Vorlíčka na nově vznikající interní hematoonkologickou kliniku. Začal se věnovat diagnostice a léčbě zhoubných onemocnění krvetvorby. Kandidátem věd se stal v roce 1991, docentem v roce 1997 a profesorem byl jmenován v roce 2002.
Podílel se zavedení transplantace kostní dřeně do praxe, první byla na klinice provedena v roce 1995. Založil Centrum molekulární biologie a genové terapie, které přispívá zvláště k diagnostice zhoubných nemocí krvetvorby. Pomohl prosadit myšlenku Univerzitního leukemického centra, které vzniklo v roce 2013 a poskytuje komplexní specializovanou péči pro pacienty se všemi hlavními typy leukemií a je schopno zajistit efektivní mezioborovou spolupráci.
Jiří Mayer se také aktivně podílí na práci ve Výzkumné skupině lékařské genomiky ve Středoevropském technologickém institutu CEITEC. Patří k předním evropským odborníkům v oboru hematoonkologie, úzce spolupracuje se zahraničními pracovišti. Je členem (krom jiných) Americké společnosti pro hematologii (ASH), Evropské hematologické asociace (EHA) nebo Evropské skupiny pro transplantaci kostní dřeně (EBMT).

## Děkan LF MU
Od 1. února 2010 zastával funkci děkana Lékařské fakulty Masarykovy univerzity. Z funkce náměstka ředitele Fakultní nemocnice Brno pro onkologii v ní vystřídal Jana Žaloudíka. Akademický senát jej vybral z celkem pěti kandidátů. Funkci obhajoval jako jediný kandidát i v roce 2014 a pokračoval v druhém funkčním období. Během svého působení se zasadil o projekt Simulačního centra pro studenty fakulty; centrum je nyní budováno v Bohunickém kampusu. Druhé funkční období mu skončilo 31. ledna 2018, kdy do funkce nastoupil Martin Bareš.